# Irwin Hoffman
Irwin Hoffman (26 de novembro de 1924 - 19 de março de 2018) foi um maestro estadunidense nascido na cidade de Nova Iorque. Ele foi um protegido de Serge Koussevitsky. Conduziu a Sinfônica de Vancouver de 1952 até 1964, depois disso ele se tornou um associado da Orquestra Sinfônica de Chicago. Ele autou como diretor artístico da Sinfônica de Chicago por um ano, de 1968 até 1969. Ele se tornou o primeiro diretor musical da Orquestra da Flórida (atual Orquestra Sinfônica da Costa do Golfo da Flórida) em 1968. Ele é o atual diretor musical da Orquestra Filarmônica de Bogotá, Colômbia.